# Huevo del pensamiento
El huevo del pensamiento o de espinaca y jade es uno de los huevos imperiales rusos Fabergé, y fue encargado en 1899 por el zar Nicolás II como regalo de Pascua para su madre, la emperatriz viuda María Feodoronova. Su diseño fue supervisado por el joyero Peter Carl Fabergé. Es uno de los dos únicos hechos en estilo Art Nouveau (el otro es el huevo de los lirios del valle).

## Descripción
Es uno de los dos únicos hechos en estilo Art Nouveau; el otro es el Huevo de los lirios del valle de 1898. Está hecho de nefrita y tiene una base de plata dorada en forma de ramas que se retuercen en la parte inferior del huevo (el huevo apunta hacia abajo). Alrededor de los lados hay cinco pensamientos con hojas y pétalos esmaltados. La parte superior del huevo, una cúpula de nefrita, se levanta para revelar la sorpresa del huevo.

## Sorpresa
En cuanto a la "sorpresa":
Dentro hay un caballete de oro coronado por una estrella de Belén engastada con diamantes dentro de una corona sobre el año; el caballete está estriado y adornado con motivos florales y de antorchas de oro tallado y está engastado con gemas y perlas. Sobre él descansa una placa en forma de corazón esmaltada en blanco opalescente sobre un fondo guilloché rayo de sol y bordeada por diamantes rosas engastados en plata y coronado por la corona Romanov también en diamantes. Once diminutas cubiertas translúcidas de oro esmaltado en tono fresa, cada una con su propio monograma, están conectadas por una gran "M" de diamantes para formar una decoración para el frente de esta placa.
Cuando se presiona un botón, las cubiertas se abren simultáneamente y revelan miniaturas con retratos de la Familia Imperial. Leídas verticalmente, los de la primera columna son:
- Gran duque Jorge, hermano menor del zar y en este momento heredero aparente del trono imperial.
- Gran duque Alejandro, cuñado del zar a través de su hermana, la gran duquesa Xenia.

En la segunda columna se encuentran:
- el zar mismo
- Gran duquesa Irina, posteriormente princesa Youssoupoff, la única sobrina del zar, hija del gran duque Alejandro y la gran duquesa Xenia.

En la tercera columna están:
- Gran duquesa Olga Nikolaevna, la primera hija del zar y la zarina.
- Gran Duquesa Tatiana, su segunda hija.
- Gran Duque Miguel, hermano menor del Zar.

En la cuarta columna están:
- La zarina, Alejandra Feodorovna.
- Gran duque Andrés, sobrino del zar, hermano de la gran duquesa Irina.

En la quinta columna están:
- Gran duquesa Olga Alexandrovna, hermana del zar.
- Gran Duquesa Xenia, la otra hermana del Zar.

No se muestran los otros tres hijos del zar que aún no habían nacido.

## Propietarios
Este huevo se encuentra entre los 10 huevos Fabergé vendidos por la Antikvariat rusa en 1930, y fue adquirido por Hammer Galleries de Nueva York. El propietario de la galería, Armand Hammer, se la vendió a la heredera del petróleo de Nueva Orleans, Matilda Geddings Gray, en 1947. Ella a su vez se lo dio a su sobrina, Matilda Gray Stream (Sra. Harold H. Stream, Jr.), como regalo de aniversario de bodas. Es uno de los pocos huevos de Pascua imperiales de Fabergé que permanecen en una colección privada.

## Otras lecturas
- Faber, Tony (2008). Fabergé's Eggs: The Extraordinary Story of the Masterpieces That Outlived an Empire. New York: Random House. ISBN 978-1-4000-6550-9.
- Fabergé, Tatiana; Proler, Lynette G.; Skurlov, Valentin V. (1997). The Fabergé Imperial Easter Eggs. London: Christie's Books. ISBN 978-0-903432-48-1.
- Habsburg, Geza von (1996). Fabergé: Fantasies & Treasures. London: Aurum Press. ISBN 978-1-85410-422-9.
- Hill, Gerald (2007). Fabergé and the Russian Master Goldsmiths. New York: Universe. ISBN 978-0-7893-9970-0.
- Lowes, Will; McCanless, Christel Ludewig (2001). Fabergé Eggs: A Retrospective Encyclopedia. Scarecrow Press. ISBN 978-0-8108-3946-5.

- Datos: Q4067881
- Multimedia: Pansy (Fabergé egg) / Q4067881